# جوزف پیترز (راننده مسابقه)
جوزف پیترز (آلمانی: Josef Peters؛ زادهٔ ۱۶ سپتامبر ۱۹۱۴ در دوسلدورف، درگذشتهٔ ۲۴ آوریل ۲۰۰۱ در دوسلدورف) رانندهٔ مسابقات اتومبیل‌رانی فرمول یک اهل آلمان بود که در فصل ۱۹۵۲ در مجموع در یک گراند پری شرکت کرد، اما موفق به کسب هیچ امتیازی نشد.
پیترز در ۲۴ آوریل ۲۰۰۱ در دوسلدورف درگذشت.